# Condado de Brown (Nebraska)

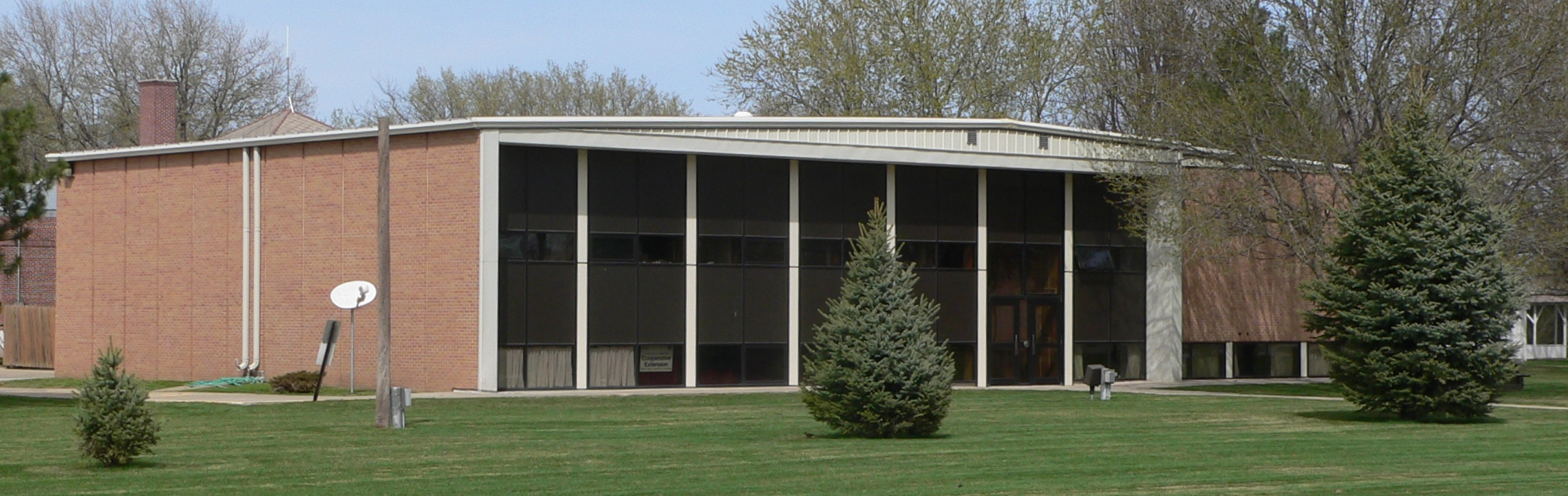
Tribunal do condado de Brown em Ainsworth, Nebraska

O Condado de Brown é um dos 93 condados do estado norte-americano de Nebraska. A sede do condado é Ainsworth, que é também a sua maior cidade. O condado tem uma área de 3173 km² (dos quais 10 km² estão cobertos por água), uma população de 3525 habitantes, e uma densidade populacional de 1,1 hab/km² (segundo o censo nacional de 2000). O condado foi fundado em 1885 e o seu nome é de origem incerta, provavelmente uma homenagem a alguma figura de apelido Brown.